# Ácsán Szumédhó
Luang Por Szumédhó vagy Ácsán Szumédhó (thai: อาจารย์สุเมโธ) (született: Robert Karr Jackman, 1934. július 27.) a théraváda buddhizmus thai erdei hagyomány egyik neves nyugati képviselője. Az angliai Amaravati Buddhista Kolostor egykori apátja az 1984-es felszentelésétől 2010-ben történt visszavonulásáig. A Luang Por jelentése tiszteletre méltó atya (หลวงพ่อ), amely a thai buddhista hagyományban egy tiszteletet kifejező megszólítás . Az ácsán szó jelentése tanító. Szumédhó 1967 óta bhikkhu (buddhista szerzetes).

## Élete
Ácsán Szumédhó, születési néven Karr Jackman Seattle-ben született 1934-ben. A koreai háború idején négy év szolgálatot teljesített 18 éves korában az Egyesült Államok hadseregében medikusként. Ezután szerzett alapfokú diplomát távol-keleti tanulmányokból, majd 1963-ban mester diplomát szerzett dél-ázsiai tanulmányokból a Kaliforniai Egyetemen. Egy éves vöröskeresztes szolgálat után a béke hadtestben teljesített szolgálatot Borneóban 1964 és 1966 között angol tanárként. Egy Szingapúrban töltött szabadság során egy kávézóban látott egy buddhista szerzetest (bhikkhu), aki annyira megihlette, hogy még abban az évben buddhista tanonc lett egy észak-thaiföldi kolostorban. A következő év májusában avatták fel teljes jogú szerzetessé.
Tíz éven át a Nong Pah Pong kolostorban tanult Ácsán Cshá tanítványaként. Mivel ő volt a legjelentősebb nyugati tanítvány, ezért Ácsán Cshá őt tette meg apátként az általa 1975-ben a nyugati származású szerzetesek számára létrehozott észak-thaiföldi Nemzetközi Erdei Kolostor (Wat Pa Nanachat) apátjának. 1977-ben Ácsán Szumédhó elkísérte Ácsán Cshát angliai útjára. Az angolok által mutatott élénk érdeklődésre való tekintettel Ácsán Cshá megkérte Ácsán Szumédhót, hogy maradjon a szigetországban, és hozza létre a kolostorhálózat angliai ágát. Ez lett a Chithurst Buddhista kolostor West Sussex megyében, ahol Ácsán Szumédhó külön felhatalmazást kapott, hogy szerzetesi felavatást adhasson másoknak. Ácsán Szumédhó önállóan megalkotott egy tíz fogadalmas női hagyományvonalat, amely a "Szíladhara" nevet kapta.
Ácsán Szumédhó lett az 1984-ben alapított, szintén az Ácsán Cshá hagyományvonalhoz tartozó, Amaravati Buddhista Kolostor apátja egészen a visszavonulásáig. Ebben a hagyományban már a világ összes részén található intézmény, amelynek létrehozásában Ácsán Szumédhó jelentős szerepet játszott.

## Tanítások

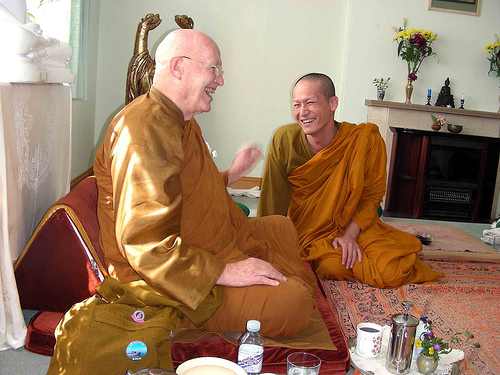
Ácsán Szumédhó (balra) egy látogató thai szerzetessel (Phra Root Chumdermpadetsuk).

Ácsán Szumédhó a thai erdei hagyomány jelentős alakja. Tanításai közvetlenek, gyakorlatiasak, és egyszerűen követhetők. Beszédeiben és szertartásaiban kihangsúlyozza a közvetlen intuitív éberség minőségét és ennek a fajta éberségnek beépítését a hétköznapi életbe. Más erdei hagyományhoz tartozó tanítókhoz hasonlóan, Ácsán Szumédhó is kerüli a buddhista tanítások intellektuális absztrakcióit, és helyette kizárólag a gyakorlati alkalmazásra összpontosít, azaz az éberség kifejlesztésére és a mindennapi élet bölcsességeire. Legfőbb tanácsa röviden az, hogy a dolgokat aszerint lássuk, ahogyan azok tényleg vannak, ahelyett, ahogyan szeretnénk, vagy nem szeretnénk, hogy azok legyenek. Kommunikációs stílusára jellemző, hogy a jobb megértés érdekében bevonja a közönségét, hogy ők is saját maguk fedezzék fel és értsék meg a jelenségeket. Szeretetteljes humorral átszőtt, saját életéből vett történetek segítségével segíti a tanítványok tanulását.

## A csend hangja
Az egyik Ácsán Szumédhó által tanított meditációs technika a "csend hangjában" való időzés.
Hosszan elmagyarázza ezt a módszert a Így van ez (The Way It Is) című könyvében.
Ácsán Szumédhó azt mondta, hogy Edward Salim Michael The Way of Inner Vigilance (A belső fegyelem módja) című könyve közvetlen hatással volt rá.
Ácsán Szumédhó egyik könyvének címe szintén The Sound of Silence (magyarul: A csend hangja, Wisdom Publications, 2007).

## Művei
- Csittavivéka – A csöndes tudat tanítása (magyarul)
- Intuitive Awareness
- Mindfulness – The Path to the Deathless
- Now is the Knowing
- Sila and Religious Convention; Patience (BL103)
- The Four Noble Truths (Illustrated Edition)
- Így van ez (magyarul)

### Magyarul
- Csittavivéka. A csöndes tudat tanítása; ford. Farkas László, Tóth Zsuzsanna; Buddhapada Alapítvány, Bp., 2000
- Így van ez. A valóság természete; ford. Tóth Zsuzsanna; Buddhapada Alapítvány, Bp., 2004
- Meditációs tanítások. A tudás, a jelen, itt és most / Éberség – út a haláltalanba. Meditációs tanítások / A tudás, a jelen, itt és most; Hermit, Onga, 2022

## Külső hivatkozások
- BuddhaNet – Ácsán Szumédhó Archiválva 2011. május 14-i dátummal a Wayback Machine-ben
- Ácsán Szumédhó életrajza – Amaravati Buddhista kolostor.
- 108 mp3 beszédből álló gyűjtemény
- Beszédgyűjtemény – mp3 beszédek gyűjteménye 2014-ig.
- Ácsán Szumédhó könyvek (online – epub, mobi és pdf formátum)
- Mp3 – Ácsán Szumédhó beszédek a dharmaseed.org oldalán
- Ácsán Szumédhó ekönyvek több nyelven.
- Ácsán Szumédhó interjú